# クラウドファンディング
クラウドファンディング（英語: crowdfunding）は、群衆（crowd）と資金調達（funding）を組み合わせた造語である。多数の人による少額の資金が他の人々や組織に財源の提供や協力などを行うことを意味する。ソーシャルファンディングとも呼ばれ、日本語では「クラファン」と略されることもある。
クラウドファンディングという言葉は外来語としては新しい言葉ではあるが、後述の通り古くから使われている言葉である。また、全く同じ意味としてロシア語由来のカンパという言葉もある。
現代ではインターネット経由で実施する事例が多く、また日本語の音韻体系では r と l が区別されないため、クラウドコンピューティング（cloud computing）の「cloud（雲）」と混同して「cloud funding」と誤表記されたり、関連性があると思われたりすることがある
。しかし、両者に関連性はなく（インターネットやクラウドコンピューティングを使うことは必須事項ではない）、インターネット技術の発達前からクラウドファンディングは存在していた。

## 概要
クラウドファンディングは防災や市民ジャーナリズム、ファンによるアーティストの支援、社会・政治運動、ベンチャー企業への出資、映画、自由ソフトウェアの開発、発明品の開発、科学研究、個人・事業会社・プロジェクトへの貸付など、幅広い分野への出資に活用されている。
また、多くの投資家から株式を募集することによる企業の資金調達の手法としても注目されている。この形のクラウドファンディングは、JOBS法に直接的な言及があるように、最近アメリカ合衆国の政策立案者から注目された。JOBS Actは実施を待っているが、Mosaic Inc.などの混合モデルは、認可状態にある一般市民に群衆の一部としてクリーンエネルギーのプロジェクトに直接投資する資格を与える既存の証券法を利用している。
その原点はクラウドソーシングのコンセプトにあり、特定のプロジェクトまたはベンチャーの資金調達をするために、多くの人々から少額の寄付を通して出資を集めるコンセプトの応用である。モデルは必然的に多様な関係者を伴い、その中には出資されるアイディアやプロジェクトを提案する人々（あるいは組織）、その提案を支持する「群衆」も含まれる。すなわち、クラウドファンディングはプロジェクトの首唱者と「群衆」を引き合わせる組織（「プラットフォーム」）によって成り立っている。
一般に製品開発やイベントの開催は多額の資金が必要となるが、クラウドファンディングの場合、インターネットを通じて不特定多数の人々に比較的少額の資金提供を呼びかけ、一定額が集まった時点でプロジェクトを実行することで、資金調達のリスクを低減することが可能になる。ソーシャルメディアの発展によって個人でのプロジェクトの立ち上げや告知が容易になり、それに呼応する形でクラウドファンディングによる資金調達が活発になりつつある。米国ではKickstarterが広く知られる。
スポーツ分野に特化したスポーツファンディングは、不特定多数からの資金調達以外に、企業マッチングやメディアマッチングやセカンドキャリア対策まで幅広い形のサポートを指す形に進化している。

## 歴史
複数の源流があり、長い歴史がある。

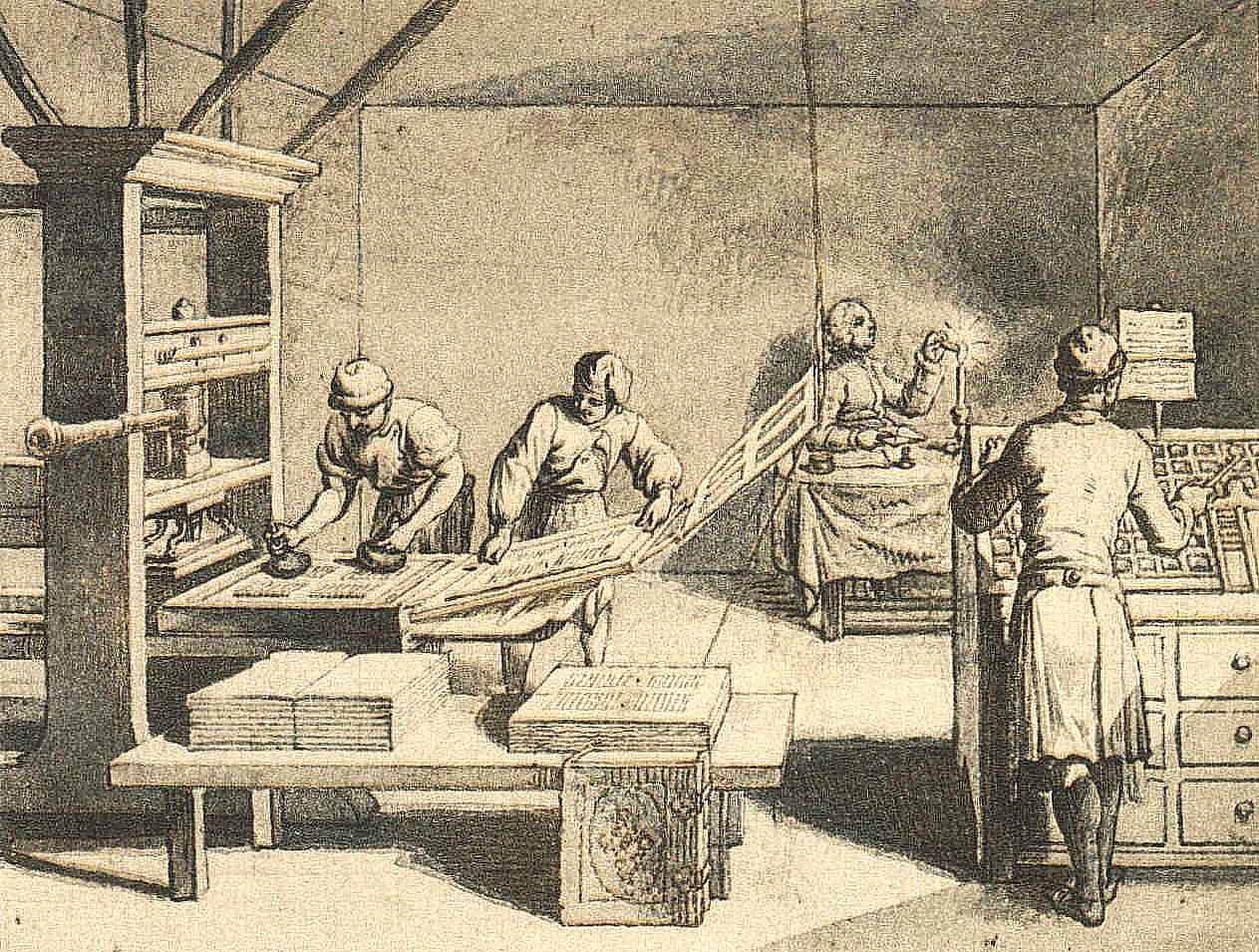
1770年ころの印刷の様子

ヨーロッパでは数世紀以前から、書籍はクラウドファンディングに似た方式で出版されることがあった。執筆者と出版社は、何らかの本を出版するプロジェクトを練り上げると、まずそのプロジェクトについて広告で人々に知らせ、購入予約や予約購読の形式で申し込みをさせた。申し込みの数が十分な数に達し、出版した場合にそれにかかった費用を回収できるくらいの数だけ購入者がいる、と判明すると、書物の本格的な執筆・校正・印刷が進められて実際に出版されることになる。当時の書籍の予約購読方式は、厳密に言うと現代のクラウドファンディングとは若干異なっている点があった。数世紀前の本の予約購入方式においては、実際のお金の流れというのは現物の本が購入希望者に届けられた段階で発生したためである。それでも、本の予約購入により、執筆者や出版社が「本の出版」という事業を進める上で必要な、購入者たちを集められたという側面がある。

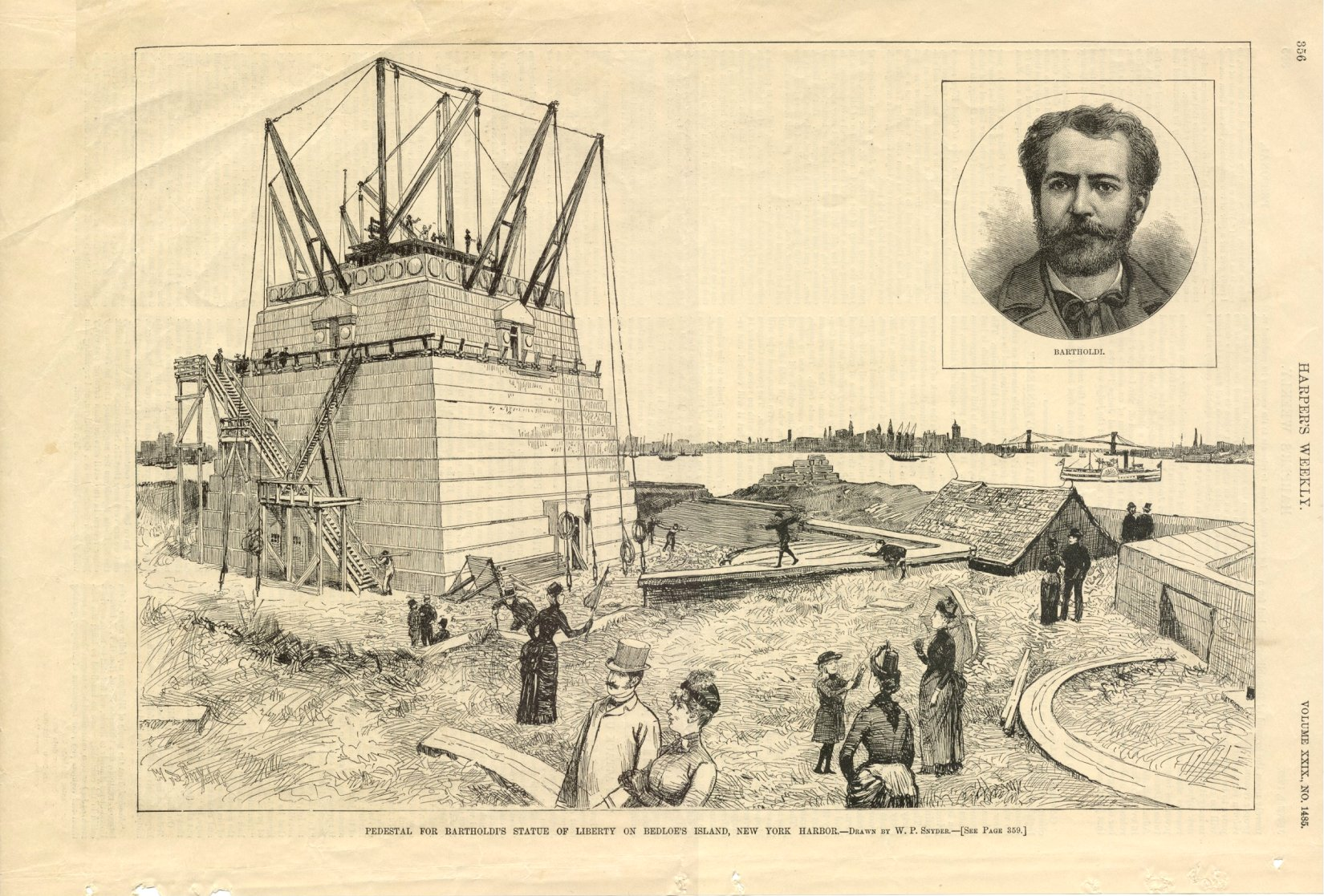
1880年代、自由の女神像の台座の建設にクラウドファンディングが用いられた。

1884年、自由の女神像製作委員会アメリカが像の台座用の資金を切らした。新聞出版者のジョーゼフ・ピューリツァーは自身の新聞『ニューヨーク・ワールド』で、アメリカの大衆に台座にお金を寄付するよう促した。ピューリツァーは6ヶ月で10万ドルを集めた。おおよそ12万5000人の人々がこのために1ドル以下の寄付を多く行った。
1997年、イギリスのロックグループマリリオンのファンが全米ツアーを引き受け、ファン主催のインターネット上キャンペーンという手段による寄付で6万ドルを集めた。このアイディアはこのバンドが一切かかわらずにファンが立案し、ファンが実行したのだが、マリリオンは以来、2001年から現在に至るまでのアルバムのレコーディングやマーケティングへの出資の方法としてこの手法を用い、大成功している。AnoraknophobiaやMarbles、Happiness Is the Road。
アメリカ合衆国に本社を置く企業のArtistShare（2000/2001）は音楽のための最初のクラウドファンディングサイトとされており、のちにPledgie（2006）、Sellaband（2006）、IndieGoGo（2008）、Kickstarter（2009）、Appsplit（2010）、Microventures（2010）などのサイトが続いた。
ロックバンド・Electric Eel Shockはクラウドファンディングを十分に取り入れ、前もって重要なレコーディングの取引をかわさない最初のバンドの一つとなった。2004年に未契約バンドとして、100人のファン（サムライ100）から1万ポンドを集め、代わりに彼らに終身ゲストリストを提供した。2年後、彼らはSellaBanndで5万バジェットを集めた最速のバンドになった。彼らは生まれ故郷の日本でUniversalに国際的にこのアルバムの使用許可を出した。
映画産業で、フリーライター/ディレクターのMark Tapio Kinesは1997年に当時未完成だった初作『Foreign Correspondents』のウェブサイトを立ち上げた。1997年初め前後に、彼は最低25人のファンからインターネット経由で12万5000ドル以上を受け取り、彼に映画を完成させるための資金を提供した。後にFranny Armstrongが彼女の長編映画『Age of Stupid』のための寄付システムを作った。2004年から2009年（封切日）までの5年間で彼女は150万ポンドを集めた。2004年12月に、フランスの事業家や製作者のBenjamin PommeraudとGuillaume Colbocが自分たちの短編SF映画『Demain la Veille（明日を待つ）』の資金繰りのため大衆向けインターネット寄付キャンペーンを開始した。3週間以内に彼らは5万ドルを集め、映画を撮ることができた。
Morton Valenceは、Sellabandのようなサードパーティーのウェブサイトを使用せず、独立してクラウドファンディングを始めた比較的無名なバンドの早期の一例である。
クラウドファンディングへの最も早い言及例として知られているのは2006年8月12日に、fundavlogでMichael Sullivanが著したものである。
2012年にアメリカのTIME紙は全世界でも最高のクラウドファンディング・プラットフォームを説明し、評価する記事を掲載した。
2012年、クラウドファンディングの市場規模は前年比2倍の28億ドルと見積もられており、特にビデオゲーム関連での出資が著しい伸びを見せている。Kickstarterにおいてビデオゲーム分野の出資額は2011年比で10倍以上にまで達した。ゲームソフトではStar Citizenが約620万ドル、ゲーム機ではOUYAが約860万ドルを集め話題となった。

## 種類
クラウドファンディングは資金提供者に対するリターン（見返り）の形態によって下記の3類型に大別される。
- 金銭的リターンのない「寄付型」
- 金銭リターンが伴う「投資型」
- プロジェクトが提供する何らかの権利や物品を購入することで支援を行う「購入型」

日本では、資金決済に関する法律や金融商品取引法などによって個人間の送金や投資が制限されていることから、購入型のクラウドファンディングの企業数が最も多く認知度が高い。その一方、個人から少額の資金を募って融資を行う投資型（ソーシャルレンディングとも言われる）は企業数は少ないが（日本では金融商品取引法の第2種金融商品取引業の登録が必要）、金銭のリターンを求める投資家の需要を取り込み、国内では300億円以上の融資実績がある。
東洋経済新報社では投資型のクラウドファンディングを、「融資（貸付）型」「ファンド型」「株式（エクイティ）型」に区分している。

## 日本の状況

### 歴史
歴史の節で解説したように、もともと欧米では書籍の出版という事業はクラウドファンディングに近い方式で行われることが多かったわけであるが、日本でも明治30年代後半、出版社の丸善が『エンサイクロペディア・ブリタニカ』の第10版（全35冊構成）を出版するプロジェクトを立ち上げ、「予約申込金」方式で受け付け（あらかじめ「予約申し込み金」を、人々から払ってもらい、そのお金を使って）、第一刷を印刷・配本し、あとは月賦で集金するという販売法を発表して申し込みを受け付け、実行に移した。
カンパや募金、大相撲の懸賞金など不特定多数から資金を集め、何らかのリターン（大相撲の場合は土俵上での宣伝の権利）を返す方法は「クラウドファンディング」という言葉が日本で知られる前から行われている。
大林宣彦は1983年の『廃市』製作時の『噂の眞相』1984年2月号のインタビューで、これからの映画システムの提案として「（同作の）製作費は印税方式で集めたから2000万円で済んだ。これまでのように大手の映画会社ばかり儲けさせるのではなく製作に関わった一人一人に金を還元できるようにした。印税だからいい作品でロングセラーになれば、一度に大きな金は入らなくても長い間に少しずつ入る。そうなると俳優の意気込みだって違ってくる」などと話していることから、これは映画製作に於けるクラウドファンディングの先行事例と見られる。
日本では（2000年開始の）ミュージックセキュリティーズの音楽ファンドが初めて「クラウドファンディング」と明言したとも言われている。ただし、先述の通りこれが日本初のクラウドファンディングではない。
日本では、第2次安倍内閣で策定された政策に沿って、「リスクマネーの供給強化」の手段の1つとしてクラウドファンディングを活用する施策が掲げられ、規制を緩和する金融商品取引法などの改正案が2014年（平成26年）5月23日に国会で可決成立した。

### 自主規制機関の状況
クラウドファンディング業務に対する自主規制は以下の通り。
- 株式型は日本証券業協会（株式投資型クラウドファンディング業務に関する規則）
- ファンド型は第二種金融商品取引業協会（電子申込型電子募集取扱業等に関する規則）
- 購入型・寄付型・融資型無し（2016年7月末現在）

### 日本のクラウドファンディングサイト事例

#### 購入型
CAMPFIRE
プロジェクト成立件数国内NO.1のクラウドファンディングプラットフォーム。READYFORとほぼ同時期の2011年に創業した日本でも老舗のサービス。モノづくり・食品・カルチャーまで幅広いオールジャンルのプロジェクトを扱っている。「小さな火を灯す」を合言葉に、国内購入型の調達金額NO.1を記録した「OVERDRIVE最終作「MUSICA!」開発プロジェクト」（2019年3月時点）や、別府市の「湯〜園地」、株式会社タニタによる「ツインスティック・プロジェクト」など企業によるものから、学生や個人による挑戦まで幅広いプロジェクトを扱っている。家入一真が代表を務める。手数料は17%。
GREEN FUNDING
日本全国に「TSUTAYA」、 「TSUTAYA BOOKSTORE」、 「蔦屋書店」、 「蔦屋家電」等を約1,000店舗展開し、 約7,000万人以上が利用するTポイントを運営するCCCグループのクラウドファンディングサイト。 CCCグループと連携し、 ガジェット・雑貨・映画・出版・音楽・地域活性化など様々なジャンルのプロジェクトを掲載。
READYFOR
2011年3月29日に開始した日本初のクラウドファンディングサービス。「誰もがやりたいことを実現できる世の中をつくる」というビジョンのもと、インターネットを通じて、「やりたいことを成すために資金が必要な人」と「共感し応援する人」をつなげるサービスとして運営されている。公開されたプロジェクトの資金調達の成功率が75%（2018年10月時点）であり、業界平均30%と比べて非常に高い。2016年6月、サービス産業生産性協議会が主催する日本サービス大賞で、「優秀賞（SPRING賞）」を受賞。2019年5月、第5回 日本ベンチャー大賞で「経済産業大臣賞（女性起業家賞）」を受賞。代表は米良はるか。手数料は20%。
Makuake
サイバーエージェントグループ。モノづくり・飲食店などのジャンルのプロジェクトが多い傾向がある。2019年12月11日、東証マザーズ市場に上場した。手数料は20%。

#### 寄付型
- CALL4
- GoodMorning
- CAMPFIRE
- Readyfor Charity
- LIFULLソーシャルファンディング
- A-Port寄付型

#### 投資型
- イークラウド （株式型）
- FUNDINNO（株式型）
- CAMPFIRE Angels（株式型）
- エンジェルナビ（株式型）
- CrowdBank（貸付型）
- maneo（貸付型）
- SBIソーシャルレンディング（貸付型）
- CAMPFIRE OWNERS（貸付型）
- さくらソーシャルレンディング（貸付型）
- セキュリテ（ファンド型）
- CREAL（ファンド型）
- WeCapital（投資・配当型）

### 関連法令、関連税制など
投資型のうち、貸付型・ファンド型は、匿名組合による出資行為が、金融商品取引法の規制対象である有価証券の一種「集団投資スキーム持分」に該当するため、前述のように、金商法の第2種金融商品取引業の登録が必要となり、金商法の監督を受ける。匿名組合出資は会計上の負債に計上されるが、一定の条件下で金融機関から資本性借入金と評価される。貸付型はさらに貸金業法の貸金業登録が必要になる。株式型は、金融商品取引法の第一種金融商品取引業登録、または第一種小額電子募集取扱業者の登録が必要になる。
寄付型・購入型は金商法の規制は受けないが、寄付型は法人については一定金額までしか損金に算入されず、個人については控除が一切受けられない税制上の問題がある。
購入型は主に一般消費者が資金の提供者となることから、瑕疵担保責任が生じるほか、特定商取引法や景品表示法など消費者関係法の規制対象となり、提供される商品の対価によっては。寄付型と同様の税制上の問題を生じる。